# Gács Demeter
Gács Demeter (Grünczweig Pál) (Budapest, 1893. július 8. – Dachau, 1944.) magyar költő, hírlapíró.

## Életpályája
Szülei Grünczweig Samu ügynök és Schréter/Schreiter Klára. A Zala segédszerkesztője volt. 1914-ben egy rövid ideig a Zalai Hírlap felelős szerkesztője volt. 1919-ben a Kanizsai Színpad Vidám Színházi Hetilap szerkesztője volt. 1921-től Szegeden, majd Debrecenben újságíró volt. Később az Est-lapok tudósítója és a Népszava munkatársa volt. 1925. június 4-én Debrecenben feleségül vette Goldstein Szerénát.

### Munkássága
Sok napilapban és folyóiratban jelentek meg cikkei, novellái és versei. Kabarédarabot is írt. Verseit Preludium címen adta ki.